# Hopkalit

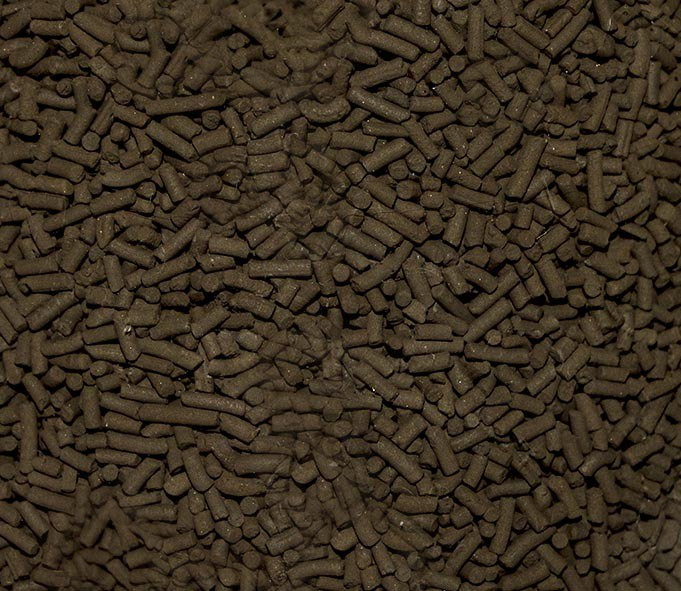
Hopkalit

Hopkalit (také Hopcalit) je obchodní název pro směs oxidů mědi (Cu) a manganu (Mn), která se používá jako katalyzátor přeměny oxidu uhelnatého (CO) na oxid uhličitý (CO2) při pokojové teplotě. Název je odvozen od Johns-Hopkins-University (Hop) a University of California (Cal), kde byl v průběhu první světové války prováděn základní výzkum oxidu uhelnatého a tyto katalyzátory objeveny v roce 1920.
Existuje řada směsí jako je Hopkalit II s přibližným složením 3:1 oxidu manganičitého : oxidu měďnatého. Hopkalit I je směs 50 % MnO2, 30 % CuO, 15 % „Co2O3“ a 5 % Ag2O. Substance s vlastnostmi pórovité hmoty svým vzhledem připomíná aktivní uhlí.

## Použití
Používá se jako vložka v plynových maskách. Chrání především proti jedovatému oxidu uhelnatému, ale také ethylenoxidu, těkavým organickým látkám (VOC) a jiným látkám vznikajících např. při požárech. Hopkalit okysličuje katalytickým způsobem procházející přes absorbér společně se vzduchem oxid uhelnatý na nejedovatý oxid uhličitý, který je následně chemicky vázán na vrstvu hydroxidu sodného. Samostatná vrstva hopkalitu je zabezpečena mechanickým filtrem a vrstvou aktivního uhlí, které pohlcuje další škodlivé látky z ovzduší.
Při teplotách 200–500 °C katalytickou oxidací okysličuje i různé organické sloučeniny.
Hopkalit je využíván ve filtrech plynových masek a dýchacích přístrojů.